# 北爱尔兰大学列表
下面是英国北爱尔兰各大学的列表：

## 大学
- 贝尔法斯特女王大学（Queen's University Belfast） 
  - 圣玛丽学院（St. Mary's College）
  - 斯特莱米尔斯学院（Stranmillis College，Stranmillis University College）
- 阿尔斯特大学（University of Ulster）

## 参看
- 爱尔兰大学列表
- 爱尔兰教育